# Сацумасендај
Сацумасендаи (јап. 薩摩川内市) град је у Јапану у префектури Кагошима. Према попису становништва из 2005. у граду је живело 102.370 становника.

## Становништво
Према подацима са пописа, у граду је 2005. године живело 102.370 становника.
| 1995.   | 2000.   | 2005.   |
| ------- | ------- | ------- |
| 106.737 | 105.464 | 102.370 |